# Mathias Van Gompel
Mathias Van Gompel (né le 24 septembre 1995 à Meerhout) est un coureur cycliste belge.

## Biographie

### Carrière amateur
Lors de l'année 2013, Mathias Van Gompel se distingue en remportant deux courses internationales : le Grand Prix Bati-Metallo et La Philippe Gilbert Juniors. Il se classe également troisième du championnat d'Europe juniors,, sixième du Grand Prix Général Patton et dixième de la Course de la Paix juniors, sous les couleurs de l'équipe nationale de Belgique. 
De 2014 à 2017, il évolue dans la réserve de l'équipe WorldTour Lotto-Soudal. il s'illustre notamment dans des interclubs belges. 
Durant sa dernière saison espoirs, il termine troisième d'une étape du Triptyque des Monts et Châteaux, quatrième du Circuit Het Nieuwsblad espoirs, sixième de l'Internationale Wielertrofee Jong Maar Moedig ou encore de la Flèche ardennaise. Stagiaire chez Lotto-Soudal, il n'est toutefois pas recruté par cette formation.

### Carrière professionnelle
Mathias Van Gompel passe finalement professionnel en 2018 au sein de l'équipe Sport Vlaanderen-Baloise. Pour sa première saison, il finit huitième du Tour de Münster et neuvième de la Course des raisins. Il n'est cependant pas conservé par ses dirigeants à l'issue de la saison 2019. 

## Palmarès
- 2013
  - Grand Prix Bati-Metallo
  - Tour du Condroz
  - La Philippe Gilbert Juniors
  -  Médaillé de bronze du championnat d'Europe sur route juniors
- 2015
  - 2e du Tour de Flandre-Orientale
- 2016
  -  Champion de Belgique du contre-la-montre par équipes
  - 2e du Tour de Namur
- 2017
  - Zuidkempense Pijl[5]
  - Internatie Reningelst[6]
  - 3e de Bruxelles-Opwijk

## Classements mondiaux
| Année           | 2014   | 2015 | 2016 | 2017 | 2018 |
| --------------- | ------ | ---- | ---- | ---- | ---- |
| UCI Europe Tour | 1 124e |      |      | 869e | 556e |